# 瑟克爾派恩斯 (明尼蘇達州)
瑟克爾派恩斯（英語：Circle Pines）是一個位於美國明尼蘇達州安諾卡縣的城市。

## 人口
根據2020年美國人口普查的數據，瑟克爾派恩斯的面積為5.04平方千米，當中陸地面積為4.53平方千米，而水域面積為0.51平方千米。當地共有人口5025人，而人口密度為每平方千米997人。